# Sindaci di Naso
Di seguito l'elenco cronologico dei sindaci di Naso e delle altre figure apicali equivalenti che si sono succedute nel corso della storia.

## Regno di Sicilia (1130-1816)
| Baroni di Naso (1109-1570) | Baroni di Naso (1109-1570) | Baroni di Naso (1109-1570) |
| Nominativo                 |                            |                            |
| Nominativo                 | Inizio                     | Fine                       |
| -------------------------- | -------------------------- | -------------------------- |
| Abone Barresi              | 1109                       | 1134                       |
| Gualtiero de Nantes        | 1134                       | 1194                       |
| Matteo I Barresi           | 1195                       |                            |
| Giovanni II Barresi        | 1195                       |                            |
| Abone II Barresi           | 1195                       |                            |
| Abone de Guerras           | 1195                       | 1198                       |
| Filianello Pisano          | 1198                       | 1200                       |
| Matteo II Barresi          | 1200                       | 1282                       |
| Giovanni II Barresi        | 1282                       |                            |
| Blasco I Alagona           | 1282                       | 1301                       |
| Blasco II Alagona          | 1301                       | 1355                       |
| Giovanni Alagona           | 1356                       | 1360                       |
| Nicoló Cesareo             | 1360                       | 1362                       |
| Artale Alagona             | 1362                       | 1390                       |
| Blasco III Alagona         | 1390                       | 1393                       |
| Bartolomeo Aragona         | 1393                       | 1400                       |
| Raimondo Xatamar           | 1400                       | 1440                       |
| Bernardino Centelles       | 1440                       | 1441                       |
| Antonino Centelles         | 1441                       | 1444                       |
| Pietro Cardona             | 1444                       | 1457                       |
| Artale Cardona             | 1457                       | 1477                       |
| Pietro II Cardona          | 1477                       | 1522                       |
| Artale II Cardona          | 1522                       | 1537                       |
| Antonia Cardona            | 1537                       | 1545                       |
| Pietro Aragona             | 1545                       | 1553                       |
| Antonio Aragona            | 1553                       | 1570                       |

| Conti di Naso (1570-1788)    | Conti di Naso (1570-1788) | Conti di Naso (1570-1788) |
| Nominativo                   | Periodo                   | Periodo                   |
| Nominativo                   | Inizio                    | Fine                      |
| ---------------------------- | ------------------------- | ------------------------- |
| Carlo Ventimiglia Moncada    | 1570                      | 1584                      |
| Gian Franco Starrabba        | 1584                      | 1592                      |
| Giuseppe Starrabba           | 1592                      |                           |
| Raffaele Starrabba           | 1592                      | 1585                      |
| Girol Joppolo-Ponsdeleon     | 1595                      | 1609                      |
| Antonino Joppolo             | 1609                      |                           |
| Giovanna La Rocca Cibo       | 1609                      | 1612                      |
| Pier Maria Cibo              | 1612                      | 1615                      |
| Flavia La Rocca Cibo         | 1615                      | 1620                      |
| Girolamo Cottone             | 1620                      | 1638                      |
| Emanuele Cottone             | 1638                      | 1645                      |
| Felice Cottone Cibo          | 1645                      |                           |
| Scipione Cottone             | 1645                      | 1660                      |
| Girolamo Joppolo Ventimiglia | 1660                      | 1685                      |
| Diego Joppolo Ventimiglia    | 1685                      | 1725                      |
| Giuseppa Joppolo Ventimiglia | 1725                      | 1735                      |
| Giovanni Diego de Sandoval   | 1735                      | 1788                      |
| ?                            | 1788                      | 1816                      |

## Regno delle Due Sicilie (1816-1861)
| Periodo | Periodo | Primo cittadino        | Partito | Carica                               | Note |
| ------- | ------- | ---------------------- | ------- | ------------------------------------ | ---- |
| 1816    | 1820    | ?                      |         | Sindaco                              |      |
| 1820    | 1825    | Gaetano Giuffrè        |         | Sindaco                              |      |
| 1826    | 1831    | Francesco Parisi       |         | Sindaco                              |      |
| 1831    | 1834    | Francesco Milio        |         | Sindaco                              |      |
| 1834    | 1836    | Pasquale Lanza Cuffari |         | Sindaco                              |      |
| 1837    | 1839    | Nicoló Trassari        |         | Sindaco                              |      |
| 1840    | 1843    | Pietro Maneri          |         | Sindaco                              |      |
| 1843    | 1845    | Gaetano Milio          |         | Sindaco                              |      |
| 1846    | 1848    | Ignazio Cangemi        |         | Sindaco                              |      |
| 1848    | 1848    | Nicoló Trassari        |         | Presidente del Magistrato Municipale |      |
| 1849    | 1850    | Ignazio Cangemi        |         | Sindaco                              |      |
| Partito | 1852    | Pietro Maneri          |         | Sindaco                              |      |
| 1853    | 1856    | Gaetano Milio          |         | Sindaco                              |      |
| 1856    | 1859    | Gaetano Parisi Parisi  |         | Sindaco                              |      |
| 1860    | 1860    | Gaetano Parisi         |         | Presidente del Municipio             |      |

## Regno d’Italia (1861-1946)
| Periodo           | Periodo           | Primo cittadino        | Partito | Carica                                                            | Note |
| ----------------- | ----------------- | ---------------------- | ------- | ----------------------------------------------------------------- | ---- |
| 1861              | 1863              | Gaetano Parisi         |         | Sindaco                                                           |      |
| 1864              | 1866              | Gaetano Milio          |         | Sindaco                                                           |      |
| 1867              | 1868              | Giuseppe D’Amico       |         | Sindaco                                                           |      |
| 1869              | 1874              | Antonino Milio Piccolo |         | Sindaco                                                           |      |
| 1874              | 1874              | Giovanni Marchesiello  |         | Delegato Straordinario per lo scioglimento Del Consiglio Comunale |      |
| 1874              | 1875              | Antonino Milio         |         | Assess. Funz.                                                     |      |
| 22 gennaio 1875   | 21 gennaio 1876   | Filippo Cangemi        |         | Sindaco                                                           |      |
| 22 gennaio 1876   | febbraio 1876     | Giuseppe Parisi        |         | sindaco ff.                                                       |      |
| 1876              | agosto 1877       | Ignazio Cuffari-Milio  |         | Sindaco                                                           |      |
| 1877              | marzo 1878        | Giuseppe Paterniti     |         | sindaco ff.                                                       |      |
| 1878              | 1881              | Calcedonio Magrì       |         | Sindaco                                                           |      |
| Partito           | 17 settembre 1888 | Antonino Milio         |         | Sindaco                                                           |      |
| 23 ottobre 1888   | 15 aprile 1889    | Giuseppe Collica       |         | Ass. Delegato F. da Sindaco                                       |      |
| 18 maggio 1889    | 31 ottobre 1889   | Placido Cuffari        |         | Ass. A. F. da Sindaco                                             |      |
| 18 novembre 1889  | 1 agosto 1890     | Giuseppe Collica       |         | Ass. A. F. da Sindaco                                             |      |
| 5 settembre 1890  | 25 novembre 1890  | Nicoló Trassari        |         | Ass. A. F. da Sindaco                                             |      |
| 1 dicembre 1890   | 6 agosto 1891     | Filippo Cangemi        |         | Ass. A. F. da Sindaco                                             |      |
| 17 agosto 1891    | 28 agosto 1891    | Gioacchino Buttà       |         | Ass. A. F. da Sindaco                                             |      |
| 9 settembre 1891  | 2 ottobre 1891    | Filippo Cangemi        |         | Ass. A. F. da Sindaco                                             |      |
| 11 ottobre 1891   | 8 febbraio 1892   | Giuseppe Collica       |         | Ass. A. F. da Sindaco                                             |      |
| 15 febbraio 1892  | 28 novembre 1894  | Nicoló Trassari        |         | Sindaco                                                           |      |
| 22 gennaio 1895   | 27 febbraio 1895  | Vincenzo Giuffrè       |         | Ass. A. F. da Sindaco                                             |      |
| 28 marzo 1895     | 3 settembre 1895  | ?                      |         | Regio Commissario Amministratore del Comune                       |      |
| 9 ottobre 1895    | 12 ottobre 1895   | Gaetano Letizia        |         | Ass. A. F. da Sindaco                                             |      |
| 11 novembre 1895  | 1 ottobre 1901    | Giuseppe Buttà         |         | Sindaco                                                           |      |
| 29 ottobre 1901   | 26 agosto 1902    | Giuseppe Collica       |         | Ass. A. F. da Sindaco                                             |      |
| 1860              | 1860              | Gaetano Parisi         |         | Presidente del Municipio                                          |      |
| 20 ottobre 1902   | 17 giugno 1907    | Gaetano Trassari       |         | Sindaco                                                           |      |
| 20 settembre 1907 | 14 ottobre 1907   | Empedocle Lauricella   |         | Commissario Prefettizio                                           |      |
| 15 ottobre 1907   | 4 dicembre 1907   | Decio Di Battista      |         | Regio Commissario                                                 |      |
| 28 dicembre 1907  | 30 giugno 1914    | Francesco Paterniti    |         | Sindaco                                                           |      |
| 2 settembre 1914  | 18 agosto 1919    | Gaetano Milio Cangemi  |         | Sindaco                                                           |      |
| 17 novembre 1919  |                   | Francesco Cesareo      |         | Regio Commissario Prefettizio                                     |      |
| 21 settembre 1919 | 26 ottobre 1920   | Angelo Faconti         |         | Commissario Prefettizio                                           |      |
| 4 novembre 1920   | 3 novembre 1922   | Francesco Paterniti    |         | Sindaco                                                           |      |
| 1 dicembre 1922   | 26 aprile 1923    | Ignazio Fragalà        |         | Regio Commissario Prefettizio                                     |      |
| 30 aprile 1923    | 22 maggio 1924    | Tebaldo Rosati         |         | Regio Commissario Prefettizio                                     |      |
| 5 giugno 1924     | 6 novembre 1924   | Giovanni Di Salvo      |         | Regio Commissario Prefettizio                                     |      |
| 30 novembre 1924  | 2 aprile 1927     | Gaetano Gargano        |         | Regio Commissario Prefettizio                                     |      |
| 3 aprile 1927     | 19 marzo 1932     | Gioacchino Xilone      |         | Podestà                                                           |      |
| 9 aprile 1922     | 16 aprile 1932    | Gioacchino Xilone      |         | Regio Commissario Prefettizio                                     |      |
| 16 maggio 1936    | 24 ottobre 1936   | Mario Giusto           |         | Regio Commissario Prefettizio                                     |      |
| 21 novembre 1936  | 26 novembre 1937  | Gaetano Milio Cangemi  |         | Regio Commissario Prefettizio                                     |      |
| 11 dicembre 1937  | 18 luglio 1941    | Filippo Cangemi        |         | Podestà                                                           |      |
| 21 luglio 1941    | 29 maggio 1942    | Pietro Urso            |         | Regio Commissario Prefettizio                                     |      |
| 30 maggio 1942    | 12 novembre 1942  | Manlio Milio           |         | Commissario Prefettizio                                           |      |
| 31 dicembre 1942  | 23 agosto 1943    | Manlio Milio           |         | Podestà                                                           |      |
| 25 settembre 1943 | 8 marzo 1944      | Carmelo di Lena        |         | Sindaco                                                           |      |
| 1 aprile 1944     | 4 agosto 1944     | Gaetano Pavone         |         | Commissario Prefettizio                                           |      |
| 10 agosto 1944    | 30 marzo 1946     | Beniamino Collica      |         | Commissario Prefettizio                                           |      |

## Repubblica Italiana (dal 1946)
| Periodo           | Periodo           | Primo cittadino    | Partito                                         | Carica                    | Note  |
| ----------------- | ----------------- | ------------------ | ----------------------------------------------- | ------------------------- | ----- |
| 25 aprile 1946    | 24 maggio 1952    | Carmelo Bontempo   |                                                 | Sindaco                   |       |
| 25 maggio 1952    | 5 novembre 1960   | Carmelo Di Lena    | Partito Socialista Italiano                     | Sindaco                   |       |
| dicembre 1960     | novembre 1962     | Isidoro Zumbo      |                                                 | Sindaco                   |       |
| 14 settembre 1962 | dicembre 1963     | Riccardo Nicosia   |                                                 | Sindaco                   |       |
| gennaio 1964      | novembre 1964     | Umberto Barberi    |                                                 | Commissario straordinario |       |
| 8 dicembre 1964   | 25 febbraio 1966  | Gaetano Caprino    | Partito Socialista Italiano di Unità Proletaria | Sindaco                   |       |
| 21 marzo 1966     | luglio 1968       | Rosario Ridolfo    |                                                 | Sindaco                   |       |
| 27 luglio 1968    | giugno 1970       | Filippo Franchina  |                                                 | Sindaco                   |       |
| 3 luglio 1970     | ottobre 1976      | Riccardo Nicosia   | Sinistra Indipendente                           | Sindaco                   |       |
| 18 ottobre 1976   | Aprile 1979       | Giuseppe Collica   |                                                 | Sindaco                   |       |
| luglio 1979       | giugno 1980       | Giovanni Russo     |                                                 | Commissario Regionale     |       |
| luglio 1980       | settembre 1983    | Riccardo Nicosia   |                                                 | Sindaco                   |       |
| ottobre 1983      | aprile 1984       | Giovanni Di Cara   |                                                 | Commissario Regionale     |       |
| aprile 1984       | giugno 1984       | Nicoló Scialabba   |                                                 | Commissario Straordinario |       |
| 28 luglio 1984    | dicembre 1985     | Giuseppe Gugliotta |                                                 | Sindaco                   |       |
| 16 aprile 1985    | 23 settembre 1991 | Francesco Bontempo | Democrazia Cristiana                            | Sindaco                   | [ 2 ] |
| 2 ottobre 1991    | 17 dicembre 1992  | Renato Conforto    | Democrazia Cristiana                            | Sindaco                   | [ 2 ] |
| 31 luglio 1993    | 22 novembre 1993  | Santi Sturniolo    |                                                 | Comm. straordinario       | [ 2 ] |
| 7 dicembre 1993   | 1º dicembre 1997  | Antonino Pizzo     | Movimento Sociale Italiano - Destra Nazionale   | Sindaco                   | [ 2 ] |
| 1º dicembre 1997  | 28 maggio 2002    | Salvatore Caliò    | lista civica                                    | Sindaco                   | [ 2 ] |
| 28 maggio 2002    | 17 febbraio 2010  | Vittorio Emanuele  | lista civica                                    | Sindaco                   | [ 2 ] |
| 17 febbraio 2010  | 1º giugno 2010    | Antonino Garofalo  |                                                 | Comm. straordinario       | [ 2 ] |
| 1º giugno 2010    | 7 ottobre 2020    | Daniele Letizia    | lista civica                                    | Sindaco                   | [ 2 ] |
| 7 ottobre 2020    | in carica         | Gaetano Nanì       | lista civica                                    | Sindaco                   | [ 2 ] |